# Болдунка
Болдунка — левый приток реки Норинь, протекающий по Коростенскому району (Житомирская область).

## География
Длина — 10 км. Площадь бассейна — 18,5 км². Русло реки (отметки уреза воды) в верхнем течении (между сёлами Черепинки и Клинец) находится на высоте 155,4 м над уровнем моря. 
Берёт начало от нескольких пересыхающих безымянных ручьёв, что севернее села Клинец. Река течёт на юго-восток. Впадает в реку Норинь (на 41-км от её устья) юго-восточнее села Кореневка. 
Пойма очагами занята лесами (доминирование сосны). Берега обрывистые. Впадают безымянные ручьи. 
Населённые пункты на реке (от истока к устью): 
1. Клинец
2. Черепинки
3. Кореневка